# SVOPC
SVOPC (ang. Sinusoidal Voice Over Packet Coder) to format stratnej kompresji dźwięków mowy zaprojektowany specjalnie na potrzeby przesyłania głosu poprzez kanały ze stratami pakietów. Jego działanie opiera się na quasi-harmonicznym modelowaniu szczątkowej predykcji liniowej. Zarówno amplituda jak i faza sygnałów są wprost kodowane nową metodą opartą na modelu probabilistycznym – gaussowskiej mieszance. Dźwięk próbkowany jest z częstotliwością 16 kHz i zapewnia dobrą subiektywną jakość przy przepływności 20 kbit/s. Testowany był subiektywnie na zasadzie porównawczej z kodekiem G.722.2. W testach, w kanale z modelem strat pakietów Gilberta na poziomie 5% do 30% zapewnia porównywalną jakość.